# Свободный (Ельниковский район)
Свободный — посёлок в Ельниковском районе Мордовии. Входит в состав Ельниковского сельского поселения.

## География
Расположен на левом берегу реки Уркат, в 1,4 км к северо-востоку от деревни Урей 1-й.

## Население
| 2002 | 2010 |
| ---- | ---- |
| 5    | ↘3   |

Национальный состав
Согласно результатам Всероссийской переписи населения 2002 года, в национальной структуре населения русские составляли 100 %.